# Robinétinidol
Le robinétinidol est un flavan-3-ol.
Les prorobinétinidines sont un type de tanins condensés. Les tanins condensés sont des polymères de flavanols et les prorobinétinidines sont notamment composées d'unités de robinétinidol. Le nom provient du fait que ces tanins produisent de la robinétinidine, une anthocyanidine, lors de leur hydrolyse en milieu acide.